# Osman Myderrizi
Osman Myderrizi (Osman Myderizi, ur. 14 marca 1891 w Tiranie, zm. 20 grudnia 1973 tamże) – albański językoznawca i orientalista.

## Życiorys
Urodził się w rodzinie muzułmańskiego duchownego. Uczył się w szkole tureckojęzycznej w Szkodrze, a następnie w Stambule. W 1913 powrócił do Albanii i w miejscowości Ndroq otworzył szkołę z językiem albańskim. W 1917 należał do grona założycieli stowarzyszenia Dituria (Wiedza). W 1920 wydawał w Tiranie czasopismo Zani i Ri (Nowy głos).
W latach 1921–1924 dwukrotnie uzyskiwał w wyborach mandat deputowanego do parlamentu, w którym reprezentował okręg Tirana. Po upadku rządu Fana Noliego w 1924 wyemigrował z kraju, do którego powrócił w 1929. Do 1934 uczył w szkole w Beracie. W roku 1937 opublikował liczącą 75 stron książkę Tirana 1604–1937 – pierwszą historię stolicy Albanii.
Po inwazji wojsk włoskich na Albanię w kwietniu 1939 został internowany w miejscowości Arezzo w Toskanii. Powrócił do Albanii we wrześniu 1943, po kapitulacji Włoch.
Od 1947 do przejścia na emeryturę w 1966 prowadził badania językoznawcze w Instytucie Nauk (późniejszym Instytucie Historyczno-Językoznawczym) w Tiranie. W 1944 opracował gramatykę języka albańskiego w odmianie gegijskiej. W 1954 współpracował z zespołem opracowującym Słownik języka albańskiego. Głównym obszarem jego zainteresowań naukowych była analiza tekstów Bejtexhinj - albańskich pisarzy związanych z tradycją islamską. Teksty muzułmańskich poetów, piszących w języku albańskim Myderrizi opracowywał i dokonywał ich transkrypcji. W latach 50. prowadził badaniami nad dialektami języka tureckiego, występującymi w Albanii. Był jednym z pionierów albańskiej orientalistyki.W 1965 przygotował krytyczne wydanie słownika orientalizmów w języku albańskim Hafiza Aliego Ulqinaku. W czasie kampanii ateizacyjnej w latach 60. większość prac Myderriziego została zniszczona.
Imieniem Myderriziego nazwano szkołę podstawową, a także jedną z ulic we wschodniej części Tirany. W 1997 został pośmiertnie wyróżniony tytułem Nauczyciela Ludu (Mësues i Popullit). W 2021 Akademia Nauk Albanii zorganizowała konferencję naukową w 130 rocznicę urodzin Myderriziego.